# H.225.0
H.225.0 является частью группы протоколов H.323, разработанных Международным Союзом электросвязи (ITU-T) для использования в рамках технологий передачи голоса по IP-сети.
Основная цель H.225.0 это определение сообщений и процедур для:
- Сигнализации вызова: т.е. установку, управление и завершение вызова H.323. Сигнализация H.225.0 основана на процедурах установления вызова ISDN и рекомендации Q.931.
- Функция сигнализации RAS: осуществляет процедуры регистрации, допуска, изменения пропускной способности, проверки статуса и отказа между оконечными устройствами Привратника H.323 (H.323 Gatekeeper). RAS сигнализация использует отдельный канал, для сообщений типа Регистрация (Registration), допуск (Admission) и Статус (Status), что и определило название RAS.
- Упаковка медиа-данных используя RTP для традиционных кодеков, таких как G.711, H.261 и H.263. Более новые рекомендации ITU для сжатия и  управления медиа-данными ссылаются на RFC о пакетизации (например H.264 в RFC 3984).

Кодирование сообщений осуществляется путём использования элементов информации пользователь-пользователь в стандарте Q.931 для передачи сообщений H.225. Сообщения H.225 кодируются в соответствии Правилам Упаковки при кодировании (PER) из ASN.1.
Структура сообщения H.225 следует стандарту Q.931 как видно из таблицы ниже.
| 8                                   | 7                                   | 6                                   | 5                                   | 4                                   | 3                                   | 2                                   | 1                                   | Октет  |
| Определение протокола               | Определение протокола               | Определение протокола               | Определение протокола               | Определение протокола               | Определение протокола               | Определение протокола               | Определение протокола               | 1      |
| 0                                   | 0                                   | 0                                   | 0                                   | Длина ссылки на вызов(бит)          | Длина ссылки на вызов(бит)          | Длина ссылки на вызов(бит)          | Длина ссылки на вызов(бит)          | 2      |
| Значение ссылки на конкретный вызов | Значение ссылки на конкретный вызов | Значение ссылки на конкретный вызов | Значение ссылки на конкретный вызов | Значение ссылки на конкретный вызов | Значение ссылки на конкретный вызов | Значение ссылки на конкретный вызов | Значение ссылки на конкретный вызов | 3 (-4) |
| 0                                   | Тип сообщений                       | Тип сообщений                       | Тип сообщений                       | Тип сообщений                       | Тип сообщений                       | Тип сообщений                       | Тип сообщений                       |        |
| Элементы информации                 |                                     |                                     |                                     |                                     |                                     |                                     |                                     |        |
| Структура H.225                     |                                     |                                     |                                     |                                     |                                     |                                     |                                     |        |

## Сигнализация вызова
Сообщения H.225 практически полностью дублируют сообщения протокола-пробраза Q.931
- Setup – Запрос установления соединения
- Call Proceeding – передается вызывающему терминалу для оповещения что соединение устанавливается
- Alerting - передается вызывающему терминалу и информирует о том что вызываемый терминал не занят и пользователю передается сигнал о вызове (КПВ)
- Connect - передается вызывающему оборудованию и информирует о том что вызываемый абонент принял входящий вызов
- Release - передается вызывающим или вызываемым терминалом с целью завершить соединение
- ReleaseComplete - передается вызывающим или вызываемым терминалом с целью подтвердить завершение соединения
- Q.932 Facility – дополнительные услуги H.450.x

Для управления передачей медиа-потоков RTP, используется концепция логических каналов, которые управляются протоколом H.245. В связи с этим либо открывается отдельное сигнальное взаимодействие, либо используется процедура тунелирования (англ. Tunneling) в рамках одной и той же TCP-сессии, что позволяет избежать открытия отдельного дополнительного TCP-сокета для взаимодействия. Процедура "быстрого начала" (англ. FastStart) позволяет упростить процесс установления соединения, так как при этом сообщения H.245 инкапсулируются в сообщения H.225.0.

### Пример обмена сообщениями
Ниже рассматривается наиболее простой базовый вариант обмена, без использования процедур тунелирования и быстрого запуска.
Абонент Анна со своего терминала звонит на терминал Бориса. В момент установления соединения (после сообщения Connect) в рамках сессии H.245 согласовываются медиа-параметры для передачи данных. Разговорная фаза подразумевает передачу RTP-пакетов в согласованных медиа-каналах для каждой из сторон. После окончания разговора Анна кладёт трубку и в рамках H.245 закрываются открытые медиа-каналы.
```
Анна                  Борис
 |                      |
 |-------- Setup ------>|
 |                      |
 |<--- CallProceeding --|
 |                      |
 |<----- Alerting ------|
 |                      |
 |<------ Connect ------|
 |                      |
 |<=== Сессия H.245 ===>|
 |                      |
 ------------------------
         разговор 
 ------------------------
 |                      |
 |------- Release ----->|
 |                      |
 |<== Закрытие H.245 ==>|
 |                      |
 |<-- ReleaseComplete --|
 |                      |
```

## Внешние ссылки
- H.225.0 - Рекомендация Международного Союза Электросвязи (англ.)